# Samsung SGH-E250i
Samsung SGH-E250i điện thoại được giới thiệu vào 2009 như biến thể băng tần kép (900 and 1800 MHz) của tri band (900, 1800 và 1900 MHz) Samsung SGH-E250.
Trang Samsung Ấn Độ chính thức tuyên bố rằng E250i là "E250 tái phát hành với một số tính năng vượt trội" như phát nhạc chế độ nền và tính năng theo dõi điện thoại tiên tiến.
E250i có thiết kế tương tự như E250 và có các tính năng tương tự như GPRS, EDGE, máy ảnh VGA, màn hình 2.0", Bluetooth, máy nghe nhạc MP3 và đài FM với chức năng ghi âm. Điểm khác biệt của E250i và E250 là E250i có dung lượng pin 800 mAh  instead of E250's 750 mAh.
Giá trị tối đa SAR của Samsung SGH-E250i là 0,951 W/Kg

## Thông số kỹ thuật
Thiết kế: 
- Dạng trượt
- Nặng: 80.8g
- Kích thước (mm): 99,5 × 49,5 × 14,1

Nền tảng: 
- Mạng & Dữ liệu: GSM/GPRS
- Băng tầng: 900/1800 MHz
- CPU: ARM9 (230 MHz)
- Hệ điều hành: Độc quyền
- Java: Có

Màn hình:
- Công nghệ: 65k QQVGA
- Độ phân giải: 128×160/176×144
- Kích thước (inch): 2.0

Pin:
- Loại: AB463446BU
- Dung lượng: 800 mAh
- Thời gian trò chuyện: lên đến 10 giờ
- Chế độ chờ: lên đến 243 giờ

## Tính năng
Giao diện người dùng:
- Bàn phím

Máy ảnh:
- Độ phân giải: VGA
- Zoom: digital 4X
- Chế độ chụp
- Hiệu ứng hình ảnh

Video:
- Video player
- Quay video
- Tin nhắn video (MMS)

Nhạc và âm thanh:
- Nhạc chuông: 64 Polytone
- Máy nghe nhạc
- Ghi âm
- Nhạc chuông MP3
- Thư viện nhạc

Trò chơi và giải trí:
- Trò chơi nhúng JAVA
- Nhúng sẵn
- FM Radio

Kinh doanh và văn phòng:
- Xem tài liệu
- Chế độ ngoại tuyến
- Ghi chú giọng nói & Mail giọng nói

Tin nhắn:
- SMS / MMS
- Đoán trước văn bản nhập vào T9
- Email
- Cell Broadcast
- vCard / vCalendar

Kết nối:
- Bluetooth
- WAP
- SyncML(DS)
- USB
- PC Sync Application
- Internet HTML Browser

Bộ nhớ:
- Bộ nhớ trong: 14 MB
- Bộ nhớ mở rộng: MicroSD (lên đến 2 GB)
- Thời khóa biểu
- Đồng hồ
- Lịch
- Báo thức
- Máy tính
- Đồng hồ bấm dừng
- Đồng hồ đếm

Chức năng gọi:
- Loa ngoài
- Gọi / nhỡ / nhận lịch sử cuộc gọi
- Multy Party
- Caller ID
- Call Time

## Liên kết
- Samsung SGH-E250i official site (Germany)
- Samsung SGH-E250i official site (Middle East) Lưu trữ ngày 8 tháng 2 năm 2011 tại Wayback Machine
- Samsung SGH-E250i user manual (english)